# Алис Хайне
Алис Хайне, родена Мери Алис Хайне или Мари Алис Ейн (на английски: Mary Alice Heine; на френски: Marie Alice Heine; * 10 февруари 1858, Ню Орлиънс, Луизиана, САЩ; † 22 декември 1925, Париж, Франция) е херцогиня на Ришельо и след това принцеса на Монако чрез брака си с Албер I. Тя е първата американска принцеса на Монако. Първият ѝ съпруг е наследник на кардинал дьо Ришельо, а вторият – на кардинал Мазарини.
В Монако Алис Хайне основава годишна художествена изложба и популяризира най-новата Опера на Монте Карло, превръщайки княжеството в отправна точка за света на изкуството. В Париж тя е чест посетител на известните салони на Бел Епок на Женевиев Алеви, където среща Сара Бернар, Оскар Уайлд и Марсел Пруст. Марсел Пруст е вдъхновен от нея, за да създаде образа на Принцесата на Люксембург във „В търсене на изгубеното време“.

## Произход
Американка католичка от френски и немски произход, Алис Хайне е дъщеря на Мишел Ейн (* 1819, † 1904), богат парижки банкер от еврейски произход, управител на Френската банка от 1890 г. до смъртта си, братовчед на поета Хайнрих Хайне, и на съпругата му Мери Амели Милтенбергер (* 1832, † 1915), произхождаща от богаташко семейство от Луизиана, от елзаски и католически произход. Баща ѝ е роден във Франция и се мести в Ню Орлиънс през 1843 г., като става успешен финансист и там. Майка ѝ е дъщеря на Джоузеф Алфонс Милтенбергер, известен парижки архитект, чието семейство построява именията Милтенбергер (Miltenberger Houses) и ги свърза чрез ул. „Роял“ в Ню Орлиънс. Алис двама по-малки братя: Пол Анри и Исак Жорж.

## Биография

### Детство
Алис е родена във френския квартал на Ню Орлиънс, на ул. „Роял“ № 900, където се намират именията на семейството ѝ по майчина линия, в които тя израства. Родителите ѝ са редовни гости на императорския двор и са част от близкото обкръжение на император Наполеон III и императрица Евгения, които стават кръстници на Алис.
Американската гражданска война подтиква семейството да се върне във Франция през 1861 г., където Алис израства, благодарение на голямото богатство на семейството си, наслаждавайки се на нарастващата си роля в парижкото общество. Семейство Хайне играе доста влиятелна роля в двора на Наполеон III, а компанията на баща ѝ финансира Френско-пруската война. Известността на родителите на Алис ѝ гарантират привилегирована позиция на сватбения пазар от XIX век.

### Херцогиня на Ришельо
17-годишната Алис се омъжва в Париж през 1875 г., на 25 (граждански) и на 27 февруари (църковно) за Мари Оде Ришар Арман Шапел (* 1847, † 1880), маркиз на Жумияк, бъдещ 7-и херцог на Ришельо и на Фронсак през 1879 г., внук на Сиджизмон дю Пуже дьо Надаяк – генерал и политик. Преди сватбата Алис става католичка. Те имат син и дъщеря:
- Мари-Оде-Жан-Арман Шапел дьо Жумияк (* 21 декември 1875, Париж, † 30 юни 1952, Ню Йорк), 8-и и последен херцог на Ришельо и на Фронсак; ∞ 1913 за Елинор Дъглас Уайз от Мериленд, от която няма деца;[6]
- Мари-Огюст-Сетимани-Одил Шапел дьо Жумияк дьо Ришельо (* 30 август 1879, † 3 август 1974), ∞ 1905 за граф Габриел Мари Франсоа Иполит Фери Южен дьо Ла Рошфуко, 2-ра принцеса на Ла Рошфуко (титла на Кралство Бавария), от когото има дъщеря.[6][7]

Херцогът на Ришельо умира на 28 юни 1880 г. по време на пътуване до Атина, оставяйки 22-годишната си вдовица с две малки деца.

### Принцеса на Монако
По време на пътуване до Португалия (Мадейра) през 1879 г. Алис се запознава с Албер I, наследник на трона на Монако. Неговият първи брак е анулиран през 1880 г. по искане на съпругата му, лейди Мери Виктория, дъщеря на Уилям, 11-ти херцог на Хамилтън, 1-ви пер на Шотландия, и внучка на Стефани дьо Боарне. Между Алис и Албер пламва любов, въпреки факта че той е с десет години по-голям от нея, разведен и баща. Баща му Шарл III отказва да даде благословията си за брака. Затова двойката решава да изчака и чака цели осем години. Година след смъртта на Шарл III, по-точно на 30 октомври 1889 г., Алис и Албер си разменят брачни клетви в Париж.
Принц Албер, запален по океанографията, стартира в Ливърпул на 27 ноември 1897 г. кораб-лаборатория, наречен „Принцеса Алис“ в чест на съпругата си. На борда на кораба Шарл Рише и Пол Портие откриват важния феномен на анафилаксията, който проправя пътя за изследване на имунитета.
По време на дългите му престои в морето Алис е до голяма степен отговорна за организирането на оперния сезон на Княжество Монако, като дава голям тласък на местния оперен театър. Надарена със забележителен бизнес нюх, тя помага на съпруга си да използва правилно финансите на малката държава, като посвещава енергията си, за да превърне Монако в един от най-големите културни центрове в Европа, използвайки театъра на руския импресарио Сергей Дягилев.
Бракът на Алис с Албер I е бездетен. С течение на времето двойката осъзнава, че няма общи интереси. Алис обича музиката, танците и културата, докато съпругът ѝ е запален природозащитник и океанограф. В крайна сметка те заживяват отделен живот, поддържайки паралелни романтични връзки. Алис има дългогодишна връзка с английския композитор Айсидор де Лара. Когато скандалът избухва, Принцът на Монако поисква и получава законна раздяла, осъществена в Монако на 30 май 1902 г., но не и развод, като по този начин Алис остава принцеса-консорт на Монако. Тя напуска Монако и се преселва в Англия. В Лондон е част от висшето общество и се сприятелява с кралица Александра Датска. На 26 юни 1922 г., след смъртта на Албер I, тя става „вдовстваща принцеса на Монако“.
Умира на 67-годишна възраст на 22 декември 1925 г. на пл. „Конкорд“ № 10 в Париж и е погребана в гробището Пер Лашез.

## Замък От Бюисон
Замъкът От Бюисон (Château du Haut-Buisson) в Шерé, днес община Шере О в деп. Сарт, е дворец за удоволствие в стил нео-Луи XV, построено през 1847 г., където принцесата посреща приятелите си с пищност и лукс. Габриел-Луи Пранге го описва като обзаведен с най-модерния английски лукс (вж. по-горе), макар че греши, казвайки, че замъкът е от 18 век.

Спалните и спалните за гости, баните, килерът и сервизните помещения са оборудвани с гардероби, мивки и тоалетни в английски фаянс, които свидетелстват за рамката на изключително изискан модерен живот за времето.
- Замък „От Бюисон“
- Вътрешен изглед около 1900 г.
- Замъкът през 2017 г.

## Титли

### Опростени титли
- Мис Алис Хайне (1857 – 1875)
- Маркиза дьо Жумияк (1875 – 1879)
- Херцогиня дьо Ришельо (1879 – 1880)
- Вдовстващата херцогиня дьо Ришельо (1880 – 1925)
- Нейно светлейше височество принцесата на Монако (1889 – 1922)
- Нейно светлейше височество вдовстващата принцеса на Монако (1922 – 1925)

### Пълна титла
„Нейно светло височество Мари Алис Хайне, принцеса на Монако, херцогиня на Ришельо, Валентиноа, Мазарен и Майен, принцеса на Шато Порсиен, маркиза на Жумияк, на Бо дьо Прованс, на Гискар и на Шиѝ, графиня на Карладес, на Торини, на Лонжюмо, на Ферет, на Белфор, на Тан и на Розмон, баронеса на Бюи, на Сен Ло, на ла Лютюмиер, на Амби, на Маси, на Калвинè и на Алткирх, господарка на Сен Реми, Матиньон и Исенайм“.